# Oxalsäurediphenylester
Oxalsäurediphenylester ist eine chemische Verbindung aus der Gruppe der Oxalate.

## Gewinnung und Darstellung
Oxalsäurediphenylester kann durch Umesterung von Oxalsäuredimethylester mit Phenol gewonnen werden.

## Eigenschaften
Oxalsäurediphenylester ist ein weißer bis gelblicher Feststoff, der unlöslich in Wasser ist.

## Verwendung
Oxalsäurediphenylester ist eine wichtige Vorstufe zur Herstellung von Diphenylcarbonat. Es dient durch seine (in Abhängigkeit vom Farbstoff) vielfarbige Chemolumineszenz bei Reaktion mit Wasserstoffperoxid als Material für Notlichter und Leuchtstäbe.